# بوروسيا دورتموند موسم 2008–09
كان موسم 2008–09 هو الموسم الـ98 (والعام الـ99 بشكل عام) لبوروسيا دورتموند في تاريخ نادي كرة القدم والموسم الـ33 على التوالي في دوري الدرجة الأولى الألماني لكرة القدم، البوندسليغا.